# 杜布尼亞尼

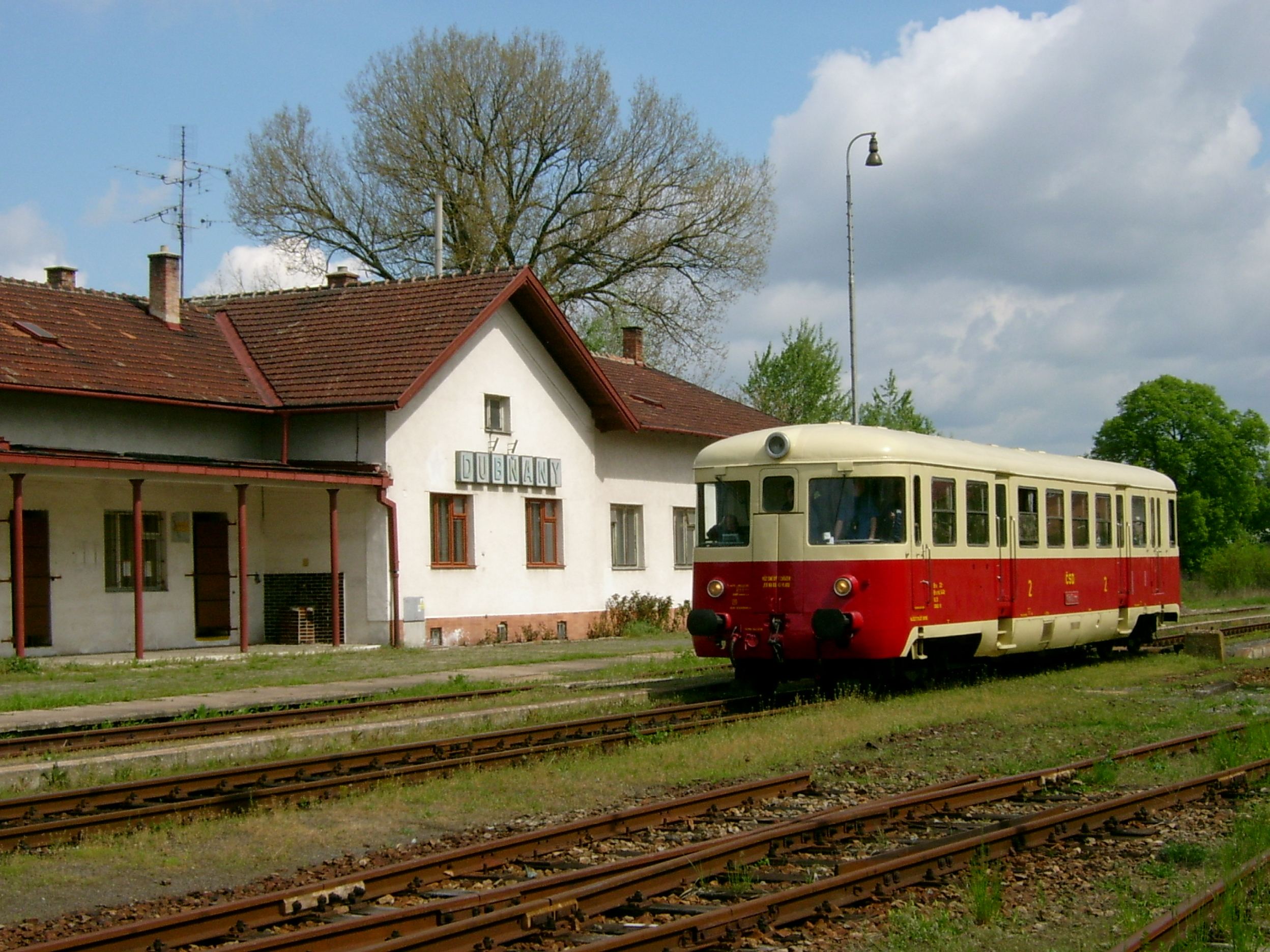

杜布尼亞尼是捷克的城鎮，位於該國東南部，距離霍多寧8公里，由南波希米亞州負責管轄，面積22.57平方公里，海拔高度200米，2006年人口6,607。

## 外部連結
- Municipal website （页面存档备份，存于） (cz)